# Ніклас Гагман
Ніклас Гагман (фін. Niklas Hagman; нар. 5 грудня 1979, Еспоо) — фінський хокеїст, що грав на позиції крайнього нападника. Грав за збірну команду Фінляндії.
Провів понад 700 матчів у Національній хокейній лізі.
Син хокеїста Матті Гагмана.

## Ігрова кар'єра

### Фінський період
Хокейну кар'єру розпочав на батьківщині 1995 року виступами за юніорську команду клуб ГІФК. У сезоні 1997–98 Ніклас дебютує в основному складі команди ГІФК. Наступний сезон нападник завершував у новому клубі «Еспоо Блюз».
1999 року був обраний на драфті НХЛ під 70-м загальним номером командою «Флорида Пантерс». Два наступних сезони Гагман провів захищаючи кольори «Кярпят».

### Національна хокейна ліга
Сезон 2001–02 став дебютним для фіна у складі «Флорида Пантерс». У 78-ми матчах він набрав 28 очок з них 10 голів. У березні 2002 його обрали новачком місяця, а в сезоні 2002–03 був обраний на матч всіх зірок НХЛ.
У сезоні 2003–04 Ніклас набирає, як і минулого 23 очки (10+13), наступного року під час локауту захищає кольори «Давосу» та стає чемпіоном Швейцарії.
Сезон 2005–06 став останнім для фіна в складі «пантер», після 30 ігр регулярної першості його обміняли в «Даллас Старс», де він і завершив той сезон.
23 жовтня 2006, нападник набирає 100-те очко в переможному матчі 2–1 проти «Ванкувер Канакс». Сезон 2007–08 став найкращим в НХЛ 27 закинутих шайб та 41-е очко загалом у регулярній першості. 28 лютого 2008, фін відзначається першим хет-триком у матчі проти «Чикаго Блекгокс». Як вільний агент влітку, Гагман укладає чотирирічний контракт з «Торонто Мейпл-Ліфс».
Сезон 2008–09 став знаковим для гравця. 17 листопада 2008 він проводить 500-ту гру в НХЛ у матчі проти «Бостон Брюїнс», 22 лютого 2009 набирає 220-те очко в грі проти «Нью-Йорк Рейнджерс», а 28 березня закидає 100-ту шайбу в кар'єрі, матч проти «Брюїнс». Більшу частину сезон 2009–10 фін провів у складі «кленових», а 31 січня 2010 його обміняли до «Калгарі Флеймс». Разом з ним до обміну потрапили Джамал Меєрс, Метт Стейджан, Іан Вайт з боку «Мейпл-Ліфс» та Діон Фанеф, Фредрік Шестрем і Кіт Олі з боку «Флеймс». У підсумку за два клуби Ніклас закинув 25 шайб та набрав 44 очки.
У наступному сезоні фін набрав 27 очок (11+16) в 71-му матчі. Чемпіонат 2011–12 років він розпочав за «Флеймс» але вдігравши лише вісім матчів за половину суми контракту його віддали до «Анагайм Дакс». «Качки» стали останнім клубом для Нікласа в НХЛ.

### Повернення до Європи
У сезоні 2011–12 Ніклас повертається до Європи та виступає за російський «Локомотив» (Ярославль) у КХЛ.
У липні 2013 переходить до фінського «Ессята» уклавши однорічний контракт.
З 2014 по 2016 захищає кольори «Йокеріта». Завершив сворю спортивну кар'єру навесні 2017 відігравши чотирнадцять та сімнадцять матчів відповідно за «Кярпят» та ГПК в Лійзі.
Загалом провів 800 матчів у НХЛ, включаючи 30 ігор плей-оф Кубка Стенлі.

## У складі збірних
Був гравцем молодіжної збірної Фінляндії, у складі якої брав участь у 13 іграх та став чемпіоном світу в 1998 році.
Виступав за національну збірну Фінляндії, дебютувавши на Олімпійських іграх 2002, відзначився закинутою шайбою.
Виступав на Кубку світу 2004, в п'яти іграх відзначився голом. головних турнірах світового хокею провів 68 ігор в її складі.
На Олімпійському турнірі в Турині разом з командою здобув срібло (у фіналі фіни програли шведам 2–3) також в його активі результативна передача у восьми матчах.
На наступній Олімпіаді 2010 року фіни програли у півфіналі США 1–6, а в матчі за третє місце переграли словаків 3–1. Гагман цього разу здобув бронзову медаль.

## Нагороди та досягнення
- Чемпіон світу серед молодіжних команд — 1998.
- Найкращий нападник чемпіонату світу — 2002.
- Володар Кубка Шпенглера в складі «Давосу» — 2004.
- Чемпіон Швейцарії в складі «Давосу» — 2005.
- Срібний призер Олімпійських ігор — 2006.
- Бронзовий призер Олімпійських ігор — 2010.

## Статистика

### Клубні виступи
| Сезон               | Клуб                    | Ліга                | Регулярний сезон | Регулярний сезон | Регулярний сезон | Регулярний сезон | Регулярний сезон | Плей-оф | Плей-оф | Плей-оф | Плей-оф | Плей-оф |
| Сезон               | Клуб                    | Ліга                | І                | Г                | П                | О                | ШХ               | І       | Г       | П       | О       | ШХ      |
| ------------------- | ----------------------- | ------------------- | ---------------- | ---------------- | ---------------- | ---------------- | ---------------- | ------- | ------- | ------- | ------- | ------- |
| 1995–96             | ГІФК                    | ФІН U18             | 26               | 12               | 21               | 33               | 32               | 4       | 3       | 0       | 3       | 2       |
| 1995–96             | ГІФК                    | ФІН U20             | 12               | 3                | 1                | 4                | 0                | —       | —       | —       | —       | —       |
| 1996–97             | ГІФК                    | ФІН U18             | 21               | 19               | 12               | 31               | 46               | 4       | 1       | 1       | 2       | 0       |
| 1996–97             | ГІФК                    | ФІН U20             | 30               | 13               | 12               | 25               | 30               | —       | —       | —       | —       | —       |
| 1997–98             | ГІФК                    | ФІН U18             | 1                | 0                | 1                | 1                | 0                | —       | —       | —       | —       | —       |
| 1997–98             | ГІФК                    | ФІН U20             | 26               | 9                | 5                | 14               | 16               | —       | —       | —       | —       | —       |
| 1997–98             | ГІФК                    | СМ-Л                | 8                | 1                | 0                | 1                | 0                | —       | —       | —       | —       | —       |
| 1998–99             | ГІФК                    | ФІН U20             | 14               | 4                | 9                | 13               | 43               | —       | —       | —       | —       | —       |
| 1998–99             | ГІФК                    | СМ-Л                | 17               | 1                | 1                | 2                | 14               | —       | —       | —       | —       | —       |
| 1998–99             | «Еспоо Блюз»            | СМ-Л                | 14               | 1                | 1                | 2                | 2                | 4       | 1       | 0       | 1       | 0       |
| 1999–2000           | «Кярпят»                | ФІН U20             | 4                | 7                | 3                | 10               | 0                | —       | —       | —       | —       | —       |
| 1999–2000           | «Кярпят»                | ФІН 2               | 41               | 17               | 18               | 35               | 12               | 7       | 4       | 2       | 6       | 0       |
| 2000–01             | «Кярпят»                | СМ-Л                | 56               | 28               | 18               | 46               | 32               | 8       | 3       | 1       | 4       | 0       |
| 2001–02             | «Флорида Пантерс»       | НХЛ                 | 78               | 10               | 18               | 28               | 8                | —       | —       | —       | —       | —       |
| 2002–03             | «Флорида Пантерс»       | НХЛ                 | 80               | 8                | 15               | 23               | 20               | —       | —       | —       | —       | —       |
| 2003–04             | «Флорида Пантерс»       | НХЛ                 | 75               | 10               | 13               | 23               | 22               | —       | —       | —       | —       | —       |
| 2004–05             | «Давос»                 | НЛА                 | 44               | 17               | 22               | 39               | 20               | 15      | 10      | 7       | 17      | 6       |
| 2005–06             | «Флорида Пантерс»       | НХЛ                 | 30               | 2                | 4                | 6                | 2                | —       | —       | —       | —       | —       |
| 2005–06             | «Даллас Старс»          | НХЛ                 | 54               | 6                | 9                | 15               | 16               | 5       | 2       | 1       | 3       | 4       |
| 2006–07             | «Даллас Старс»          | НХЛ                 | 82               | 17               | 12               | 29               | 34               | 7       | 0       | 1       | 1       | 10      |
| 2007–08             | «Даллас Старс»          | НХЛ                 | 82               | 27               | 14               | 41               | 51               | 18      | 2       | 1       | 3       | 14      |
| 2008–09             | «Торонто Мейпл-Ліфс»    | НХЛ                 | 65               | 22               | 20               | 42               | 4                | —       | —       | —       | —       | —       |
| 2009–10             | «Торонто Мейпл-Ліфс»    | НХЛ                 | 55               | 20               | 13               | 33               | 23               | —       | —       | —       | —       | —       |
| 2009–10             | «Калгарі Флеймс»        | НХЛ                 | 27               | 5                | 6                | 11               | 2                | —       | —       | —       | —       | —       |
| 2010–11             | «Калгарі Флеймс»        | НХЛ                 | 71               | 11               | 16               | 27               | 24               | —       | —       | —       | —       | —       |
| 2011–12             | «Калгарі Флеймс»        | НХЛ                 | 8                | 1                | 3                | 4                | 2                | —       | —       | —       | —       | —       |
| 2011–12             | «Анагайм Дакс»          | НХЛ                 | 63               | 8                | 11               | 19               | 12               | —       | —       | —       | —       | —       |
| 2012–13             | «Локомотив» (Ярославль) | КХЛ                 | 49               | 12               | 8                | 20               | 27               | 6       | 0       | 0       | 0       | 10      |
| 2013–14             | «Ессят»                 | Лійга               | 44               | 21               | 17               | 38               | 36               | —       | —       | —       | —       | —       |
| 2013–14             | «Фрібур-Готтерон»       | НЛА                 | 4                | 1                | 4                | 5                | 2                | 10      | 3       | 3       | 6       | 16      |
| 2014–15             | «Йокеріт»               | КХЛ                 | 46               | 19               | 9                | 28               | 32               | 10      | 2       | 0       | 2       | 6       |
| 2015–16             | «Йокеріт»               | КХЛ                 | 44               | 5                | 9                | 14               | 20               | 5       | 2       | 0       | 2       | 2       |
| 2016–17             | «Кярпят»                | Лійга               | 14               | 2                | 4                | 6                | 2                | —       | —       | —       | —       | —       |
| 2016–17             | ГПК                     | Лійга               | 17               | 4                | 5                | 9                | 35               | 7       | 0       | 0       | 0       | 0       |
| Усього в СМ-Л/Лійга | Усього в СМ-Л/Лійга     | Усього в СМ-Л/Лійга | 170              | 58               | 46               | 104              | 121              | 19      | 4       | 1       | 5       | 0       |
| Усього в НХЛ        | Усього в НХЛ            | Усього в НХЛ        | 770              | 147              | 154              | 301              | 220              | 30      | 4       | 3       | 7       | 28      |
| Усього в КХЛ        | Усього в КХЛ            | Усього в КХЛ        | 139              | 36               | 26               | 62               | 79               | 21      | 4       | 0       | 4       | 18      |

### Збірна
| Рік                | Команда            | Турнір             | І  | Г  | П  | О  | ШХ |
| ------------------ | ------------------ | ------------------ | -- | -- | -- | -- | -- |
| 1998               | Фінляндія          | МЧС                | 7  | 4  | 1  | 5  | 0  |
| 1999               | Фінляндія          | МЧС                | 6  | 3  | 5  | 8  | 2  |
| 2002               | Фінляндія          | ОІ                 | 4  | 1  | 2  | 3  | 0  |
| 2002               | Фінляндія          | ЧС                 | 9  | 5  | 2  | 7  | 2  |
| 2003               | Фінляндія          | ЧС                 | 7  | 2  | 1  | 3  | 14 |
| 2004               | Фінляндія          | ЧС                 | 5  | 0  | 0  | 0  | 0  |
| 2004               | Фінляндія          | КС                 | 5  | 1  | 0  | 1  | 2  |
| 2005               | Фінляндія          | ЧС                 | 7  | 2  | 0  | 2  | 2  |
| 2006               | Фінляндія          | ОІ                 | 8  | 0  | 1  | 1  | 2  |
| 2009               | Фінляндія          | ЧС                 | 7  | 1  | 5  | 6  | 0  |
| 2010               | Фінляндія          | ОІ                 | 6  | 4  | 2  | 6  | 2  |
| 2013               | Фінляндія          | ЧС                 | 10 | 1  | 0  | 1  | 4  |
| Молодіжна збірна   | Молодіжна збірна   | Молодіжна збірна   | 13 | 7  | 6  | 13 | 2  |
| Національна збірна | Національна збірна | Національна збірна | 68 | 17 | 13 | 30 | 28 |